# Église évangélique baptiste en République centrafricaine
L’Église évangélique baptiste en République centrafricaine  est une association chrétienne évangélique d'églises baptistes en République centrafricaine.  Elle est affiliée à l’Alliance baptiste mondiale. Son siège est situé à Berbérati.

## Histoire

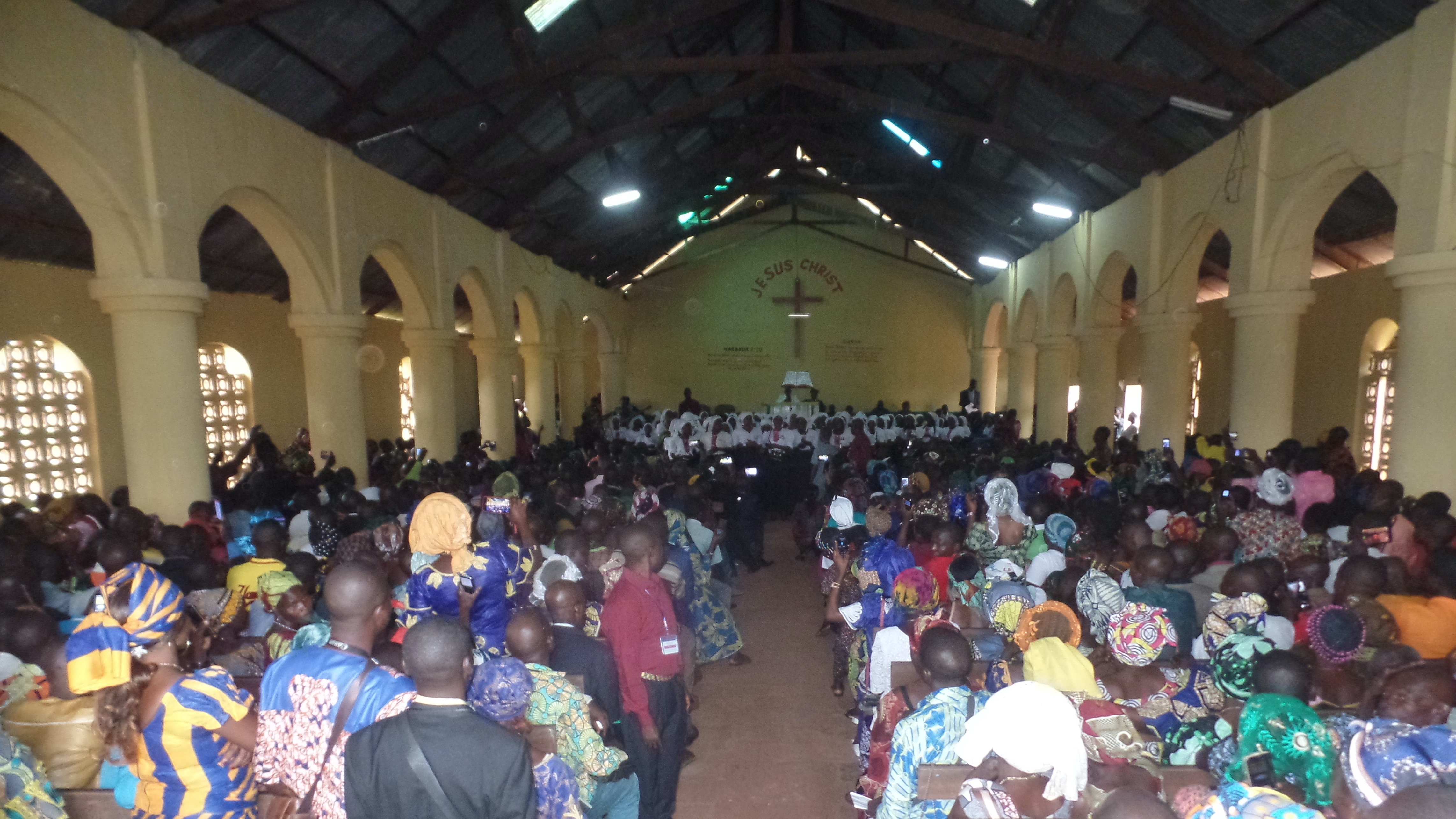
Service à l’Église Évangélique Baptiste de Berbérati-centre, affiliée à l’Église évangélique baptiste en République centrafricaine.

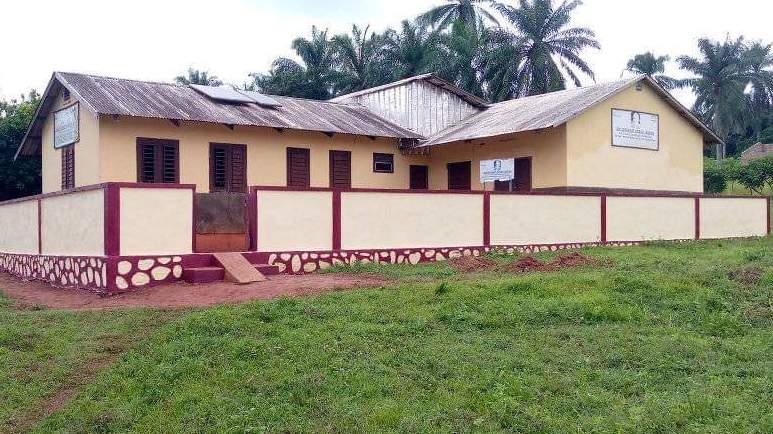
Institut de Théologie John Hilberth à Carnot (République centrafricaine).

L’Église Évangélique Baptiste en République Centrafricaine en Centrafrique a ses origines dans une mission suédoise de la Mission Örebro à Bania, Mambéré-Kadéï en 1923. Elle est officiellement fondée en 1962. Selon un recensement de l’association, en 2023 elle disait avoir 237 églises et 68,397 membres.